# Грот-Аммерс
Грот-Аммерс (нід. Groot-Ammers) — місто в нідерландській провінції Південна Голландія. Входить до муніципалітету Моленланден. Його населення станом на 1 jan 2004 рік складало 3886 осіб.
До 1986 року мало статус окремого муніципалітету.